# Wakaleo schouteni
Wakaleo schouteni — викопний вид сумчастих левів, що існував в Австралії в міоцені (19 млн років тому). Це найдавніший представник родини.

## Етимологія
Вид названо на честь Пітера Шутена, художника дикої природи, який працював разом з палеонтологами Університету Нового Південного Уельсу, що вивчали рештки тварини.

## Скам'янілості
Скам'янілі рештки виду (череп, зуби, плечові кістки) знайдені у відкладеннях формації Ріверслей у Квінсленді на сході Австралії.

## Опис
За оцінками, Wakaleo schouteni важив до 23 кг. Проте, попри відносно велику вагу, тварина мешкала на деревах. Він полював на дрібних птахів, ссавців та плазунів.